# John Hagedoorn
 John Hagedoorn  (Den Haag, 4 februari 1950) is een Nederlands econoom en hoogleraar Strategy and International Business bij de  Faculteit der Economische Wetenschappen en Bedrijfskunde van de Universiteit Maastricht. 
John Hagedoorn studeerde economische sociologie en politieke economie in Leiden en promoveerde in 1988 aan de Universiteit Maastricht met het proefschrift “Evolutionary and heterodox innovation analysis : a study of industrial and technological development in process control and information technology”. Aanvankelijk werkte hij bij TNO. In 1988 kwam hij naar Maastricht waar hij ging werken voor het onderzoeksinstituut UNU-MERIT (toen nog MERIT). In 1998 werd hij hoogleraar bij de Faculteit der Economische Wetenschappen en Bedrijfskunde. Zijn onderzoeksterreinen zijn allianties tussen bedrijven, netwerken, fusies innovatie van bedrijven en high-tech industry.
Hagedoorn had als een van de eersten oog voor het groeiende belang van samenwerking tussen bedrijven en zette in de jaren 80 een databank op met een internationaal overzicht van wie met wie samenwerkte. Door deze database en de artikelen die hij er over schreef kreeg hij grote bekendheid in de onderzoekswereld en werd hij veel geciteerd. Zijn meest-geciteerde artikel is een overzichtsartikel uit 1993 “Understanding the rationale of strategic technology partnering: inter-organizational modes of cooperation and sectoral differences”, in ‘’Strategic Management Journal’’.
John Hagedoorn is lid van de European International Business Academy. 